# Bende (Cameroun)
Pour les articles homonymes, voir Bende.
Bende est un village du Cameroun situé dans le département du Haut-Nyong de la région de l'Est, précisément au niveau de l'arrondissement (commune) Bebend.

## Population
En 2005, le village comptait 101 habitants dont 52 sont des hommes et 49 des femmes.